# ザムトゲマインデ・バルンストルフ
ザムトゲマインデ・バルンストルフ (ドイツ語: Samtgemeinde Barnstorf) は、ドイツ連邦共和国ニーダーザクセン州ディープホルツ郡のザムトゲマインデ（集合自治体）である。これは4つの自治体が共同で行政業務を行うもので、本部はバルンストルフにある。

## 地理

### 位置
ザムトゲマインデ・バルンストルフは、ブレーメン、オルデンブルク、オスナブリュックで形成される都市トライアングルの中心部、フンテ川の谷に位置している。

### ザムトゲマインデを構成する自治体
ザムトゲマインデ・バルンストルフを形成する自治体は以下の通りである。
- バルンストルフ。フレッケン（都市権の一部を認められた比較的大きな町）。旧自治体のアルドルフ、ドレーケ、レヒテルンを内包する。
- ドレッバー。旧自治体コルナウ、ヤコービドレッバー、マリエンドレッバーから新たに創設された。
- ドレントヴェーデ。旧自治体のボックステットを含む。
- アイデルシュタット。旧自治体のドンストルフ、デルペル、デュステ、ヲールシュトレックを含む。

## 歴史
ザムトゲマインデ・バルンストルフは、1974年に自主的に形成され、4つの自治体バルンストルフ、ドレッバー、ドレントヴェーデ、アイデルシュテットからなる。

## 行政

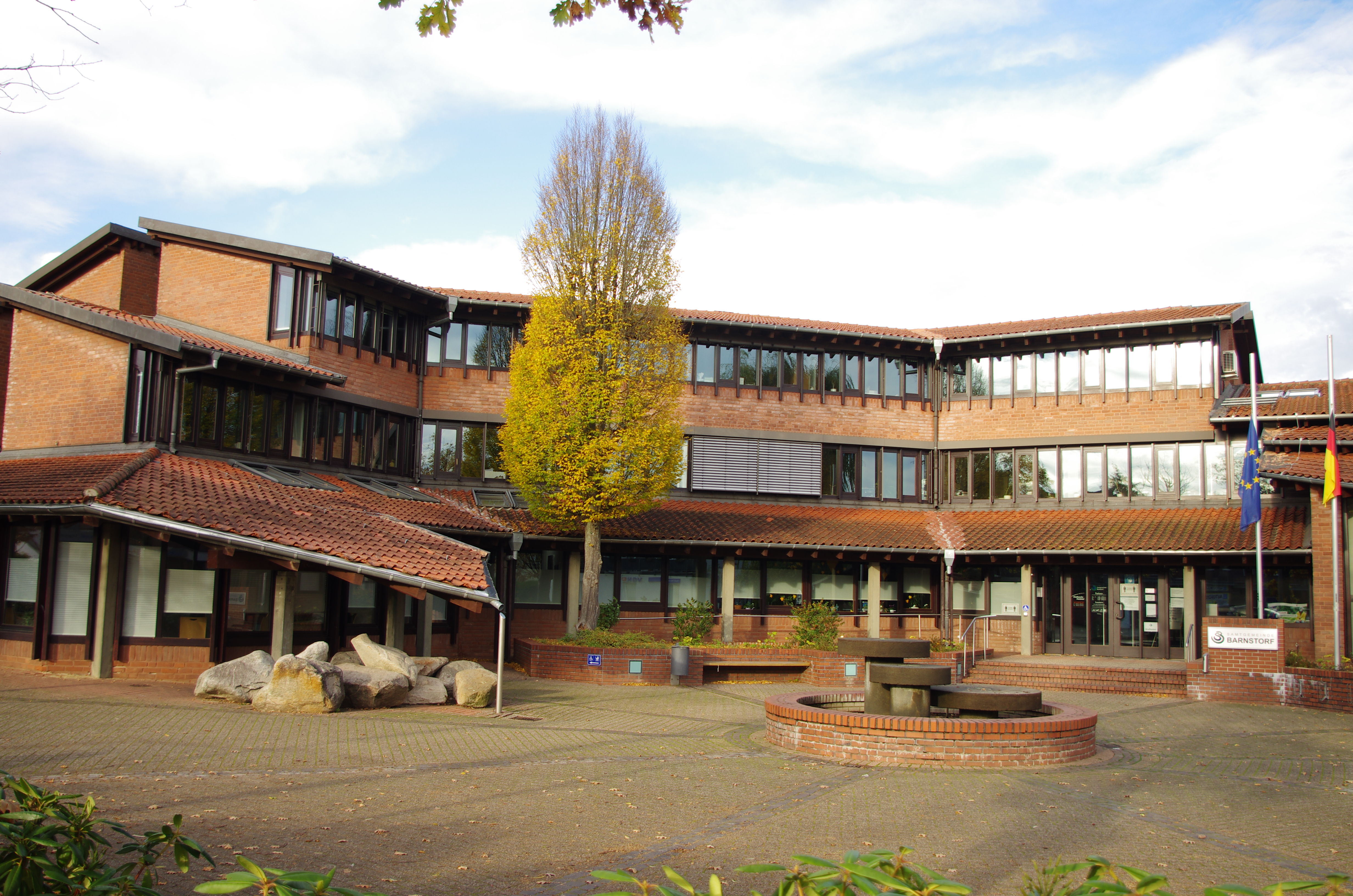
バルンストルフのザムトゲマインデ役場

### 議会
ザムトゲマインデ・バルンストルフの議会は30議席からなる。これは人口12,001人から15,000人のザムトゲマインデ議会の議員定数である。議員は5年ごとに住民の選挙で選出される。
議会では議員の他にザムトゲマインデ長も投票権を有している。

### 首長
ザムトゲマインデ・バルンストルフのザムトゲマインデ長は、アレクサンダー・グリム (SPD) である。
過去のザムトゲマインデ長
- 1974年 - 1998年: ヘルムート・エンゲルス
- 1998年 - 2021年: ユルゲン・リュッバース (SPD)
- 2021年 - : アレクサンダー・グリム (SPD)

ザムトゲマインデディレルター
- 1974年 - 1986年: ヴィルヘルム・ラングホルスト
- 1986年 - 1998年: ギュンター・ラウエ

### 紋章
ザムトゲマインデ・バルンストルフの紋章は、これを構成する自治体の1つであるフレッケン、バルンストルフの紋章と同一である。
図柄: 赤地。青い冠を被り、青い爪と舌で威嚇する金色の獅子。前脚に銀の十字架を持っている。

## 関連図書
- Hans Gerke (1979). Gemeinde Drebber. ed. Drebber. Chronik des Fleckens Cornau und der Kirchspieldörfer Marien- und Jacobidrebber nebst den Ortschaften Brockstreck, Deckau, Felstehausen, Hoopen, Ihlbrock, Specken und Uthüserdrebber. Drebber

## 脚註

### 訳注
1. ↑  1998年までは二頭体制で、ザムトゲマインデ長は儀礼上の長の名誉職であり、専任の行政実務責任者はザムトゲマインデディレクターという名称であった。